# Grandfather Mountain
Grandfather Mountain nahe Linville ist mit 1.818 Metern Höhe (Calloway Peak) die höchste Erhebung des östlichen Bereichs der Blue Ridge Mountains, die zu den Appalachen gehören. Er erhebt sich 1219 Meter über das Tal des Catawba River. Er gilt als geologisch ältestes Gebirge Nordamerikas. Auf dem Berg herrschen mitunter sehr starke Winde, mit gemessenen Spitzen von über 320 km/h. Auf der Südflanke des Berges verläuft der Blue Ridge Parkway, eine seit 1936 gebaute und 750 km lange Freizeitstraße, deren letzter Abschnitt mit dem aufgeständerten Linn Cove Viaduct 1987 als letzter Teil eröffnet wurde. Grandfather Mountain ist in Privatbesitz und wird als Naturreservat und Ausflugsziel genutzt. Der Berg ist bekannt für die 1952 errichtete Mile High Swinging Bridge, welche die höchstgelegene Fußgängerhängebrücke der Vereinigten Staaten ist. Eine befestigte Straße, an der Informationen über die Wildnis ausgestellt sind und Picknickgelegenheiten angrenzen, führt hinauf zu dieser Brücke, in deren Nähe sich auch ein Museum befindet. Der Berg bietet eine große Zahl an verschiedenen Wanderwegen mit unterschiedlichem Schwierigkeitsgrad. Auf dem Grandfather Mountain werden jährlich die Grandfather Mountain Highland Games abgehalten, die zu den größten und populärsten Highland Games der Vereinigten Staaten zählen.
Auf der Spitze von Grandfather Mountain gibt es noch einen Reliktbestand des ursprünglich in den Appalachen vorherrschenden Fichten-Tannen Walds, aus Engelmann-Fichten (Picea engelmannii) und Felsen-Tannen (Abies lasiocarpa). Dieser Waldtyp starb im 20. Jahrhundert fast komplett aus. Grund war die Einführung des Neozoon Adelges piceae, einer Pflanzenlausart.
Im Film Forrest Gump sieht man den Titelhelden, gespielt von Tom Hanks, wie er in einer Szene die Serpentinen zum Grandfather Mountain hinaufläuft. Es ist der Moment, als er beim Laufen Gesellschaft bekommt. Die entsprechende Stelle ist inzwischen mit Schildern als Forrest Gump Curve ausgezeichnet worden.